# Jan Kazimierz Toedwen
Jan Kazimierz Toedwen (Tedwin) herbu Karp (zm. w 1703 roku) – podkomorzy dorpacki w latach 1660-1698, ciwun birżyniański w 1666 roku, podpułkownik, starosta rajgrodzki w 1669 roku, dworzanin pokojowy Jego Królewskiej Mości w 1669 roku, pułkownik w 1669 roku.
Był elektorem Michała Korybuta Wiśniowieckiego z ziemi bielskiej w 1669 roku, podpisał jego pacta conventa. Jako poseł na sejm konwokacyjny 1674 roku z ziemi warszawskiej był członkiem konfederacji generalnej zawiązanej 15 stycznia 1674 roku na tym sejmie. W 1674 roku był elektorem Jana III Sobieskiego z ziemi warszawskiej.